# El violín
El violín è un film del 2005 diretto da Francisco Vargas.

## Riconoscimenti
- 2006 - Festival di Cannes
  - Prix d'interprétation masculine sezione Un Certain Regard